# Смешанная парная сборная Испании по кёрлингу на колясках
Смешанная парная сборная Испании по кёрлингу на колясках — смешанная национальная сборная команда (составленная из одного мужчины и одной женщины), представляет Испанию на международных соревнованиях по кёрлингу на коляскаху. Управляющей организацией выступает Федерация видов спорта на льду Испании (исп. Federación Española de Deportes de Hielo, англ. Spanish Ice Sports Federation).

## Результаты выступлений

### Чемпионаты мира
| Год        | Место          | Игры           | Победы         | Поражения      | Состав (женщина, мужчина, тренер)                                      |
| ---------- | -------------- | -------------- | -------------- | -------------- | ---------------------------------------------------------------------- |
| 2022— 2023 | не участвовали | не участвовали | не участвовали | не участвовали | не участвовали                                                         |
| 2024       | 20             | 6              | 0              | 6              | Anna Nadal Rodriguez, Bertrand Tramont, тренер: Maria Fernandez Picado |
| 2025       | 21             | 6              | 1              | 5              | Anna Nadal Rodriguez, Bertrand Tramont, тренер: Maria Fernandez Picado |

(данные отсюда:)